# 頃安健司
頃安 健司（ころやす けんじ、1942年（昭和17年）4月16日 - ）は、日本の検察官。弁護士（TMI総合法律事務所顧問）。元大阪高等検察庁検事長。

## 人物
1967年（昭和42年）検事任官。法務大臣官房長、最高検総務部長、同刑事部長、法務総合研究所長等を経て、2001年（平成13年）に札幌高検検事長。2002年（平成14年）名古屋高検検事長、2003年（平成15年）大阪高検検事長を歴任し、2004年（平成16年）に退官。2014年、瑞宝重光章受章。
退官後は弁護士登録し、各種企業役員を務める。

## 略歴
- 1961年（昭和36年）3月 岡山県立津山高等学校卒業
- 1964年（昭和39年） 司法試験第二次試験合格
- 1965年（昭和40年）3月 東京大学法学部卒業
- 1967年（昭和42年）4月6日 司法修習終了
- 1967年（昭和42年）4月7日 東京地方検察庁検事
- 1968年（昭和43年）3月25日 法務省刑事局付併任
- 1970年（昭和45年）7月1日 宇都宮地方検察庁検事
- 1972年（昭和47年）8月15日 東京地方検察庁検事
- 1973年（昭和48年）3月23日 法務省刑事局付併任
- 1978年（昭和53年）3月24日 札幌地方検察庁検事
- 1980年（昭和55年）3月25日 東京地方検察庁検事
- 1982年（昭和57年）3月25日 法務省刑事局参事官
- 1983年（昭和58年）4月1日 兼法務省刑事局総務課国際犯罪対策室長兼法務省人権擁護局付兼法務総合研究所教官
- 1985年（昭和60年）3月25日 法務大臣官房参事官
- 1988年（昭和63年）4月20日 法務省刑事局公安課長
- 1990年（平成2年）4月5日 法務大臣官房秘書課長
- 1993年（平成5年）4月5日 最高検察庁検事
- 1993年（平成5年）12月1日 大津地方検察庁検事正
- 1995年（平成7年）7月31日 最高検察庁検事
- 1996年（平成8年）1月16日 法務大臣官房長
- 1997年（平成9年）12月15日 最高検察庁総務部長
- 1999年（平成11年）4月26日 最高検察庁刑事部長兼最高検察庁総務部長
- 1999年（平成11年）5月10日 免最高検察庁総務部長
- 1999年（平成11年）12月22日 法務総合研究所長
- 2001年（平成13年）5月22日 札幌高等検察庁検事長
- 2002年（平成14年）6月17日 名古屋高等検察庁検事長
- 2003年（平成15年）2月14日 大阪高等検察庁検事長
- 2004年（平成16年）6月25日 依願免本官
- 2004年（平成16年）7月15日 弁護士登録（第一東京弁護士会）。東京永和法律事務所客員弁護士
- 2004年（平成16年）8月 株式会社ベルシステム24取締役
- 2005年（平成17年）3月 株式会社平和監査役
- 2005年（平成17年）6月 三井住友海上火災保険株式会社取締役
- 2005年（平成17年）6月 東海旅客鉄道株式会社取締役
- 2008年（平成20年）4月 三井住友海上グループホールディングス株式会社取締役
- 2008年（平成20年）7月 東京永和法律事務所の解散に伴い、TMI総合法律事務所顧問